# Geotrogus syrtanus
Geotrogus syrtanus är en skalbaggsart som beskrevs av Joseph Henri Adelson Normand 1951.
Geotrogus syrtanus ingår i släktet Geotrogus och familjen Melolonthidae. Inga underarter finns listade i Catalogue of Life.